# Kawasemi
Kawasemi sont des montagnes russes en métal du parc Tobu Zoo Park, situé dans la préfecture de Saitama, au Japon. C'est un modèle mega-lite du constructeur Intamin. Kawasemi veut dire martin-pêcheur en japonais. C'est un oiseau connu pour sa vitesse.

## Description
Le parcours est similaire à des hyper montagnes russes, mais l'attraction a une hauteur de 33,2 mètres de haut et non 60. Intamin désigne ces montagnes russes par le terme mega-lite, c'est-à-dire une attraction ayant l'aspect d'hyper montagnes russes.
Le parcours a une hauteur de 33,2 mètres et une longueur de 748,1 mètres. La première descente est inclinée à 67,4 degrés la vitesse maximale du train est de 87,2 km/h.

## Trains
Chaque train de Kawasemi a quatre wagons. Les passagers sont placés à deux sur deux rangs pour un total de seize passagers par train.

## Classements
En 2008, Piraten s'est classé à la 4e place du classement des meilleures montagnes russes en métal du Mitch Hawker Internet Poll, un sondage sur Internet. Il s'est classé 9e en 2009 et à nouveau 4e en 2010.